# Alicia Silverstone
Alicia Silverstone (phát âm /əˈliːsiə ˈsɪlvərstoʊn/; sinh 4 tháng 10 năm 1976) là nữ diễn viên, tác giả phim và cựu người mẫu thời trang Mỹ.

## Các phim tham gia
| Năm  | Tiêu đề                                                     | Vai diễn                 | Ghi chú                      |
| ---- | ----------------------------------------------------------- | ------------------------ | ---------------------------- |
| 1993 | The Crush                                                   | Adrian/Darian Forrester  |                              |
| 1995 | Le Nouveau monde New World                                  | Trudy Wadd               |                              |
| 1995 | Hideaway                                                    | Regina Harrison          |                              |
| 1995 | Rơi vào bẫy tình                                            | Cher Horowitz            |                              |
| 1995 | The Babysitter                                              | Jennifer                 |                              |
| 1996 | True Crime                                                  | Mary Giordano            |                              |
| 1997 | Batman & Robin                                              | Barbara Wilson / Batgirl |                              |
| 1997 | Excess Baggage                                              | Emily Hope               |                              |
| 1999 | Blast from the Past                                         | Eve Rustikov             |                              |
| 2000 | Love's Labour's Lost                                        | The Princess of France   |                              |
| 2001 | Mickey's Magical Christmas: Snowed in at the House of Mouse | Auora                    |                              |
| 2002 | Global Heresy                                               | Natalie "Nat" Bevin      |                              |
| 2003 | Scorched                                                    | Sheila Rio               |                              |
| 2004 | Scooby-Doo 2: Monsters Unleashed                            | Heather Jasper Howe      |                              |
| 2005 | Beauty Shop                                                 | Lynn                     |                              |
| 2005 | Silence Becomes You                                         | Violet                   |                              |
| 2006 | Stormbreaker                                                | Jack Starbright          |                              |
| 2008 | Sấm nhiệt đới                                               | Chính cô                 |                              |
| 2011 | The Art of Getting By                                       | Ms. Herman               |                              |
| 2011 | Butter                                                      | Jill Emmet               |                              |
| 2012 | Vamps                                                       | Goody Rutherford         |                              |
| 2013 | Ass Backwards                                               | Laurel Kelly             |                              |
| 2013 | Gods Behaving Badly                                         | Kate                     |                              |
| 2014 | Space Dogs: Adventure to the Moon                           | Belka                    | Lồng tiếng                   |
| 2014 | Angels in Stardust                                          | Tammy Russell            |                              |
| 2014 | Jungle Shuffle                                              | Sacha                    | Lồng tiếng                   |
| 2015 | The Nutcracker Sweet                                        | Marie Silberhaus         | Lồng tiếng                   |
| 2016 | King Cobra                                                  | Janette Lockhart         |                              |
| 2016 | Catfight                                                    | Lisa                     |                              |
| 2016 | Who Gets the Dog?                                           | Olive Greene             |                              |
| 2017 | Diary of a Wimpy Kid: The Long Haul                         | Susan Heffley            |                              |
| 2017 | The Killing of a Sacred Deer                                | Mrs. Lang                |                              |
| 2017 | The Tribes of Palos Verdes                                  | Ava                      |                              |
| 2018 | Book Club                                                   | Jill                     |                              |
| 2019 | The Lodge                                                   | Laura Hall               |                              |
| 2019 | In The Time It Takes To Get There                           | Eliza                    | Phim ngắn                    |
| 2020 | Bad Therapy                                                 | Susan Howard             |                              |
| 2020 | Valley Girl                                                 | Older Julie Richman      | Không xuất hiện trong credit |
| 2020 | Sister of the Groom                                         | Audrey                   | Đồng giám đốc sản xuất       |
| 2022 | Scream                                                      | Tatum Riley (Stab)       | Không xuất hiện trong credit |
| 2022 | Last Survivors                                              | Henrietta                |                              |
| 2022 | The Requin                                                  | Jaelyn                   |                              |
| 2022 | Senior Year                                                 | Deanna Russo             |                              |
| TBA  | Reptile                                                     |                          | Đang ghi hình                |
| TBA  | Tunnels                                                     |                          |                              |

| Năm       | Tiêu đề                             | Vai diễn                         | Ghi chú                                   |
| --------- | ----------------------------------- | -------------------------------- | ----------------------------------------- |
| 1992      | The Wonder Years                    | Jessica Thomas                   | Tập: "Road Test"                          |
| 1994      | Rebel Highway                       | Roslyn                           | Tập: "Cool and the Crazy"                 |
| 1998      | Wildlife Vet                        | Chính cô                         | Phim tài liệu                             |
| 2001–2003 | Braceface                           | Sharon Spitz (lồng tiếng)        | Đồng giám đốc sản xuất                    |
| 2003      | Miss Match                          | Kate Fox                         |                                           |
| 2005      | Queen B                             | Beatrice "Bea"                   | Đồng giám đốc sản xuất                    |
| 2006      | Pink Collar                         | Hayden Flynn                     |                                           |
| 2006      | Getaway                             | Chính cô                         | 1 tập                                     |
| 2007      | The Singles Table                   | Georgia                          |                                           |
| 2008      | The Bad Mother's Handbook           | Karen                            |                                           |
| 2011      | Childrens Hospital                  | Kelly                            | Tập: "Munch by Proxy"                     |
| 2012      | Suburgatory                         | Eden                             | 4 tập                                     |
| 2013      | HR                                  | Ellen                            |                                           |
| 2015      | Making a Scene with James Franco    | Charlotte / Marcy D'Arcy / Janet | 3 tập                                     |
| 2016      | The Characters                      | Chính cô                         | 1 tập                                     |
| 2017      | Jeff & Some Aliens                  | Alison (lồng tiếng)              | 3 tập                                     |
| 2018      | American Woman                      | Bonnie Nolan                     | Vai chính                                 |
| 2018      | Lip Sync Battle                     | Chính cô                         | Tập: "Alicia Silverstone vs. Mena Suvari" |
| 2019      | Bajillion Dollar Propertie$         | Annabelle Shelly                 | Tập: "Tough Love"                         |
| 2020–2021 | Câu lạc bộ trông trẻ                | Elizabeth Thomas-Brewer          | 11 tập                                    |
| 2021      | Masters of the Universe: Revelation | Queen Marlena (lồng tiếng)       |                                           |
| 2022      | American Horror Stories             | Erin                             | Tập: "Lake"                               |

| Năm  | Tiêu đề                          | Vai diễn    | Nghệ sĩ      |
| ---- | -------------------------------- | ----------- | ------------ |
| 1993 | "Cryin'"                         | Girl        | Aerosmith    |
| 1993 | "Amazing"                        | Girl        | Aerosmith    |
| 1994 | "Crazy"                          | Girl #1     | Aerosmith    |
| 2009 | "Her Diamonds"                   | Frozen girl | Rob Thomas   |
| 2011 | "Fight for Your Right Revisited" | Café patron | Beastie Boys |

| Năm     | Tiêu đề           | Vai diễn        | Giám đốc        | Kịch bản         |
| ------- | ----------------- | --------------- | --------------- | ---------------- |
| 1993    | Carol's Eve       | Debbie          | Valerie Mayhew  | Pauline Lepor    |
| 2002    | The Graduate      | Elaine Robinson | Terry Johnson   | Terry Johnson    |
| 2006    | Boston Marriage   | Catherine       | Karen Kohlhaas  | David Mamet      |
| 2007    | Speed-the-Plow    | Karen           | Randall Arney   | David Mamet      |
| 2009–10 | Time Stands Still | Mandy           | Daniel Sullivan | Donald Marguiles |
| 2012    | The Performers    | Sara            | Evan Cabnet     | David West Read  |
| 2015    | Of Good Stock     | Amy             | Lynne Meadow    | Melissa Ross     |